# Roman Starčenko
Roman Leonidovič Starčenko (in russo Роман Леонидович Ста́рченко?; 12 maggio 1986) è un hockeista su ghiaccio kazako.
Dalla stagione 2008-2009 milita nel Barys Astana.

## Palmarès

### Giochi asiatici invernali
- 1 medaglia:
  - 1 oro (Astana-Almaty 2011)